# Lake of the Woods (Arizona)
Lake of the Woods – jednostka osadnicza w Stanach Zjednoczonych, w stanie Arizona, w hrabstwie Navajo.